# 小笠原長慶
小笠原 長慶（おがさわら ながよし）は、江戸時代の武士。毛利氏家臣で長州藩士。父は小笠原就長。

## 生涯
慶安2年（1649年）、長州藩士・小笠原就長の子として生まれる。
元禄8年（1695年）12月29日に47歳で死去。後を子の長恒が継いだ。